# بولیده، پاکستان
بولیده (به انگلیسی: Buleda) یک شهر در پاکستان است که در ایالت بلوچستان واقع شده‌است. بولیده ۳۹٬۰۲۳ نفر جمعیت دارد و ۶۶۱ متر بالاتر از سطح دریا واقع شده‌است.